# Leandro Chichizola
Leandro Chichizola (San Justo, Provincia de Santa Fe, Argentina; 27 de marzo de 1990) es un futbolista argentino que se desempeña como guardameta. Actualmente milita en el Modena F. C. de la Serie B de Italia.

## Trayectoria

### Inicios
Su infancia transcurrió en San Justo, donde se desempeñaba como base de las infantiles del equipo de básquet de Sanjustino. Desde aquellos años ya mostraba la gran personalidad que lo caracteriza actualmente. El pequeño Chichizola fue penalizado 2 años por agredir a un árbitro y entonces debió buscar suerte en las divisiones inferiores del "Club Sanjustino" de San Justo, probándose como jugador de fútbol. Se desempeñaba como un jugador común, hasta que un día su técnico, apodado "Pitu", le pidió que ataje solamente por el primer tiempo porque no había arquero. Así fue como empezó a atajar Leandro Chichizola. Luego buscó suerte en Unión de Santa Fe probándose como arquero. Después de un tiempo fue visto por los cazatalentos de las juveniles millonarias y, a los 15 años, ya pertenecía a la 8ª División del River Plate.
En la pretemporada de 2009/10, fue uno de los pocos jugadores que Néstor Gorosito (en ese entonces técnico del club), les pidió a los dirigentes que le hiciesen firmar un contrato profesional. Junto a Gorosito y el plantel juvenil en el 2009 viajaron a una gira en Canadá, participando en un triangular por la "Carlsberg Cup". Se lo compara como un futuro Juan Pablo Carrizo, y su similitud con este es el motivo por el cual Gorosito lo tenía en su nómina de favoritos.

### River Plate
En la temporada 2010/2011 fue muy tenido en cuenta por el técnico Juan José López y ante la lesión de Juan Pablo Carrizo le ganó la pulseada a Daniel Vega en la pretemporada, y el domingo 13 de febrero de 2011 debutó oficialmente (ya había jugado ante Estudiantes de La Plata, y un Superclásico ante Boca Juniors, ambos amistosos) ante Tigre por la primera fecha del Torneo Clausura 2011, en el cual mantuvo la valla en cero y el partido terminó igualado 0-0; en el partido contra Huracán también mantuvo su valla en 0 y su equipo, River Plate, ganó 2-0. Por la tercera fecha su equipo ganó 1-0 y en la cuarta 0-0. Siendo el único arquero con valla invicta en las primeras cuatro fechas.
Contra Vélez Sarsfield por la quinta fecha del Clausura 2011 del fútbol argentino, Chichizola recibió un pase de Adalberto Román y el joven meta intentó despejar con la derecha, pero en forma increíble la bola le da en la zurda, desestabilizándolo y permitiendo que el atacante Santiago Silva abriera la cuenta. Su error radicó en no mirar el balón para rechazar sino al compañero mejor ubicado para meterle el bochazo. Finalmente el encuentro fue para Vélez por 2-1.
Luego del descenso del club, el 16 de agosto de 2011 volvió a la titularidad en la primera fecha del torneo de la Primera B Nacional debido a la lesión en el hombro de Daniel Vega, quien fue el elegido por Matías Almeyda durante la pretemporada en Mar del Plata para ser el arquero titular; el partido frente a Chacarita Juniors se disputó en el Monumental y River se impuso 1-0 en un estadio donde sólo pudieron ingresar socios y abonados, logrando así mantener su valla invicta. En la séptima fecha del campeonato de Primera B Nacional 2011/12 tapó su primer penal ante Gimnasia y Esgrima La Plata.
Tras la lesión de Marcelo Barovero vuelve a la titularidad el 16 de abril de 2014, en la fecha 14 del Torneo Final 2014 contra Estudiantes de La Plata en el Estadio Único, equipo que peleaba el campeonato a la par de River. En ese partido tuvo la chance de atajarle un penal a Guido Carrillo. También tuvo atajadas importantes en la fecha 15 contra Vélez Sarsfield de local donde fue victoria 1-0 y en la fecha 16 contra Olimpo en Bahía Blanca donde se consiguió un empate 1-1. El 4 de mayo, por la fecha 17, volvió a tener una aparición clave al taparle el penal en tiempo de descuento a Sebastián Saja de Racing en el Estadio Monumental, partido que terminó en victoria millonaria por 3-2. Esos penales atajados fueron de mucho valor, ya que posteriormente River Plate se consagró campeón de ese torneo.

### Spezia Calcio
Luego de no renovar su contrato con River Plate, llega al club italiano con el pase en su poder. Pese a haber coqueteado con la posibilidad de recalar en Hellas Verona, finalmente arregló con el Spezia de la Serie B, donde firma un contrato por tres años.

### Las Palmas
Tras tres temporadas en el equipo de la Serie B de Italia, donde no consiguió éxitos colectivos, el argentino llegó con carta de libertad a Las Palmas de la Primera División de España. Tras un año irregular que finalizó con el descenso del club, no se ejecuta la cláusula de ampliación de contrato y de esta manera queda en libertad de acción.

### Getafe
En la temporada 2018/19 ficha por el Getafe también de la Primera División. Comienza la temporada siendo suplente de David Soria. Rescindió contrato con el equipo azulón en enero de 2021, en las primeras jornadas del mercado invernal.

### FC Cartagena
El 17 de enero de 2021 se hace oficial su llegada a FC Cartagena, equipo de la Segunda División de España.

### AC Perugia Calcio
El 7 de julio de 2021, firma por el Associazione Calcistica Perugia Calcio de la Serie B.

### Parma Calcio 1913
El 15 de julio de 2022, se hace oficial su llegada al Parma Calcio 1913 de la Serie B donde compartirá equipo con Gianluigi Buffon.

## Récords
Llegó al récord de imbatibilidad desde el arranque de un campeonato, con 394 minutos, superando por diez minutos (394 contra 384) a Hugo Orlando Gatti, quien estuvo las primeras cuatro fechas del Nacional de 1967 sin recibir goles.

## Estadísticas

### Clubes
Actualizado de acuerdo al último partido jugado el 28 de marzo de 2025.
| Club                          | Div.          | Temporada     | Liga  | Liga  | Liga  | Copas nacionales | Copas nacionales | Copas nacionales | Torneos internacionales | Torneos internacionales | Torneos internacionales | Total | Total | Total |
| Club                          | Div.          | Temporada     | Part. | G. R. | V. I. | Part.            | G. R.            | V. I.            | Part.                   | G. R.                   | V. I.                   | Part. | G. R. | V. I. |
| ----------------------------- | ------------- | ------------- | ----- | ----- | ----- | ---------------- | ---------------- | ---------------- | ----------------------- | ----------------------- | ----------------------- | ----- | ----- | ----- |
| C. A. River Plate Argentina   | 1.ª           | 2010-11       | 5     | -2    | 4     | —                | —                | —                | —                       | —                       | —                       | 5     | -2    | 4     |
| C. A. River Plate Argentina   | 2.ª           | 2011-12       | 18    | -15   | 6     | 4                | -1               | 3                | —                       | —                       | —                       | 22    | -16   | 9     |
| C. A. River Plate Argentina   | 1.ª           | 2012-13       | —     | —     | —     | 1                | -1               | 0                | —                       | —                       | —                       | 1     | -1    | 0     |
| C. A. River Plate Argentina   | 1.ª           | 2013-14       | 7     | -6    | 4     | —                | —                | —                | 1                       | 0                       | 1                       | 8     | -6    | 5     |
| C. A. River Plate Argentina   | Total club    | Total club    | 30    | -23   | 14    | 5                | -2               | 3                | 1                       | 0                       | 1                       | 36    | -25   | 18    |
| Spezia Calcio · Italia        | 2.ª           | 2014-15       | 43    | -42   | 16    | 1                | -2               | 0                | —                       | —                       | —                       | 44    | -44   | 16    |
| Spezia Calcio · Italia        | 2.ª           | 2015-16       | 45    | -49   | 18    | 5                | -2               | 4                | —                       | —                       | —                       | 50    | -51   | 22    |
| Spezia Calcio · Italia        | 2.ª           | 2016-17       | 43    | -36   | 18    | 4                | -5               | 2                | —                       | —                       | —                       | 47    | -41   | 20    |
| U. D. Las Palmas · España     | 1.ª           | 2017-18       | 27    | -47   | 4     | 2                | -4               | 0                | —                       | —                       | —                       | 29    | -51   | 4     |
| U. D. Las Palmas · España     | Total club    | Total club    | 27    | -47   | 4     | 2                | -4               | 0                | 0                       | 0                       | 0                       | 29    | -51   | 4     |
| Getafe C. F. · España         | 1.ª           | 2018-19       | 1     | -1    | 0     | 6                | -6               | 2                | —                       | —                       | —                       | 7     | -7    | 2     |
| Getafe C. F. · España         | 1.ª           | 2019-20       | —     | —     | —     | 2                | -3               | 0                | 5                       | -4                      | 2                       | 7     | -7    | 2     |
| Getafe C. F. · España         | Total club    | Total club    | 1     | -1    | 0     | 8                | -9               | 2                | 5                       | -4                      | 2                       | 14    | -14   | 4     |
| F. C. Cartagena · España      | 2.ª           | 2020-21       | 9     | -10   | 3     | —                | —                | —                | —                       | —                       | —                       | 9     | -10   | 3     |
| F. C. Cartagena · España      | Total club    | Total club    | 9     | -10   | 3     | 0                | 0                | 0                | 0                       | 0                       | 0                       | 9     | -10   | 3     |
| A. C. Perugia Calcio · Italia | 2.ª           | 2021-22       | 39    | -35   | 14    | 2                | -3               | 1                | —                       | —                       | —                       | 41    | -38   | 15    |
| A. C. Perugia Calcio · Italia | Total club    | Total club    | 39    | -35   | 14    | 2                | -3               | 1                | 0                       | 0                       | 0                       | 41    | -38   | 15    |
| Parma Calcio 1913 · Italia    | 2.ª           | 2022-23       | 19    | -16   | 9     | 1                | 0                | 1                | —                       | —                       | —                       | 20    | -16   | 10    |
| Parma Calcio 1913 · Italia    | 2.ª           | 2023-24       | 37    | -33   | 14    | —                | —                | —                | —                       | —                       | —                       | 37    | -33   | 14    |
| Parma Calcio 1913 · Italia    | 1.ª           | 2024-25       | 1     | -3    | 0     | 1                | -1               | 0                | —                       | —                       | —                       | 2     | -4    | 0     |
| Parma Calcio 1913 · Italia    | Total club    | Total club    | 57    | -52   | 23    | 2                | -1               | 1                | 0                       | 0                       | 0                       | 59    | -53   | 24    |
| Spezia Calcio · Italia        | 2.ª           | 2024-25       | 11    | -10   | 3     | —                | —                | —                | —                       | —                       | —                       | 11    | -10   | 3     |
| Spezia Calcio · Italia        | Total club    | Total club    | 142   | -137  | 55    | 10               | -9               | 6                | 0                       | 0                       | 0                       | 152   | -146  | 61    |
| Modena F. C. · Italia         | 2.ª           | 2025-26       | 0     | -0    | 0     | 0                | -0               | 0                | —                       | —                       | —                       | 0     | -0    | 0     |
| Modena F. C. · Italia         | Total club    | Total club    | 0     | -0    | 0     | 0                | -0               | 0                | 0                       | 0                       | 0                       | 0     | -0    | 0     |
| Total carrera                 | Total carrera | Total carrera | 305   | -305  | 113   | 29               | -28              | 13               | 6                       | -4                      | 3                       | 340   | -337  | 129   |
| 1. 2. 3.                      |               |               |       |       |       |                  |                  |                  |                         |                         |                         |       |       |       |

## Palmarés

### Campeonatos nacionales
| Título             | Club              | País      | Año     |
| ------------------ | ----------------- | --------- | ------- |
| Primera B Nacional | C. A. River Plate | Argentina | 2011-12 |
| Primera División   | C. A. River Plate | Argentina | F-2014  |
| Copa Campeonato    | C. A. River Plate | Argentina | 2014    |
| Serie B            | Parma Calcio 1913 | Italia    | 2023-24 |

## Vida privada

### Partidos de homenaje
Chichizola fue invitado para atajar en el primer partido homenaje de Ariel Ortega a favor donde jugó con Francescoli, Cavenaghi, Chori Domínguez, entre otros jugadores, donde salió victorioso por 7-4. También fue invitado a jugar de 3 con la banda de cumbia Los Totora en el programa de TyC Sports, Hay Equipo, donde también ganó por 8-5.

### Obras de caridad
Chichizola organizó un partido en San Justo (su ciudad natal) con el motivo de ayudar al Centro de Prevención de la Desnutrición Infantil Manos Solidarias, donde jugó con varios futbolistas de Unión de Santa Fe y Atlético Rafaela. También participaron Luciano Abecasis, Augusto Solari, Facundo Affranchino, Rogelio Funes Mori, Carlos Luna, Marcelo Barovero, Leandro González Pirez, Ezequiel Cirigliano, Leonardo Ponzio, Andrés Ríos, Luciano Vella y Mauro Díaz. David Trezeguet no participó, pero le dio un par de botines a Chichizola para que sortee entre los presentes.

### Filmografía
| Televisión | Televisión            | Televisión | Televisión | Televisión |
| Año        | Título                | Personaje  | Canal      | Notas      |
| ---------- | --------------------- | ---------- | ---------- | ---------- |
| 2014       | Mis amigos de siempre | El mismo   | El Trece   | Cameo      |